# Omladinski fudbalski klub Beograd
Lo Omladinski fudbalski klub Beograd (cirillico: Омладински фудбалски клуб Београд), in lingua italiana Club calcistico giovanile Belgrado, è una squadra di calcio professionistica con sede a Belgrado, più precisamente a Karaburma, un quartiere del comune di Palilula. Viene pronunciato "Ofkà" e fa parte della polisportiva OSD Belgrado.
Il club ha vinto 5 campionati del Regno di Jugoslavia: 1930–31, 1932–33, 1934–35, 1935–36 e 1938–39, vinti col vecchio nome BSK (Beogradski Sport Klub). Inoltre ha vinto 5 coppe nazionali: 1934, 1953, 1955, 1961–62 e 1965–66.
Il club ha registrato significativi risultati nelle coppe europee, raggiungendo la semifinale nella Coppa delle Coppe 1962-1963, sconfitti dal Tottenham, ed i quarti di finale nella Coppa UEFA 1972-1973, fermati dal Twente.
Il club si piazza al primo posto nella classifica perpetua del Regno di Jugoslavia. In quella della Jugoslavia socialista si trova al nono posto.

## Storia

### 1911-1945
Il club nasce il 6 luglio 1911, quando si tiene l'assemblea di fondazione e viene eletto il consiglio (presidente Andre Jović, vicepresidenti Danilo Stojanović e Jevrem Pantelić e segretario Dušan Milošević). Il regolamento del club viene confermato il 1º settembre 1911. Il primo campo da gioco del BSK presso l'ippodromo, luogo dove oggi si trovano le facoltà tecniche e l'Hotel Metropol, viene decorato e preparato per le partite con gli sforzi dei membri del club. Il BSK gioca la sua prima partita il 13 ottobre 1911 contro lo Šumadija di Kragujevac e vince 8-1. Tra i primi giocatori c'è Miloš Ekert, che fino ad allora aveva giocato per il Srpski mač, che ha proposto il nome di "Beogradski sport klub" ed è anche il tesoriere del club.
Il più grande rivale cittadino del BSK è lo SK Jugoslavija, che ha costruito il suo stadio un po' più a sud, dove oggi si trova lo Stadio Rajko Mitić. Oltre allo Jugoslavia, i più grandi rivali nel Državno prvenstvo ("campionato nazionale") sono i club di Zagabria HAŠK, Concordia e Građanski e l'Hajduk Spalato. Questi club, insieme al BSK, sono tutti campioni nazionali tra il 1923 e il 1940, nel periodo in cui si disputano 17 campionati di calcio nel Regno di Jugoslavia. Il BSK vince cinque titoli in quel periodo e gioca alla pari in amichevole contro i club europei più famosi.
All'inizio il club utilizza lo Stadion na Trkalištu ("Stadio dell'ippodromo"), un impianto da 1000 posti. Ma il terreno viene espropriato per costruire le facoltà tecniche, così nel 1929 il BSK costruisce un nuovo stadio da 30mila posti a Topčidersko Brdo (una località nel comune di Savski Venac). Lo Stadion na Topčiderskom brdu, in cui viene installato l'impianto di illuminazione nel 1935, è considerato il più grande e moderno dei Balcani nel periodo interbellico. Dopo la seconda guerra mondiale lo stadio viene demolito ed al suo posto sorge lo Stadio Partizan.
Il primo periodo d’oro della squadra arriva negli anni Trenta: il club, guidato dal capitano Blagoje Marjanović, vince cinque titoli di campione di Jugoslavia in dieci anni, di cui due consecutivi nella stagione 1934-35 e 1935-36.
Sei giocatori del BSK formano la spina dorsale della nazionale jugoslava che raggiunge le semifinali ai mondiali 1930: Blagoje Marjanović, Aleksandar Tirnanić, Milorad Arsenijević, Đorđe Vujadinović, Ivan Bek e Dragoslav Mihajlović. Uno dei dirigenti del club, Mihailo Andrejević, è pure membro della FIFA per quattro decenni.
Oltre ai giocatori nella nazionale jugoslava, ai mondiali 1930 il BSK presenta anche due giocatori rumeni: Rudolf Wetzer e Dezideriu Lacki, i primi calciatori professionisti nella sottofederazione di Belgrado.
Il capitano della squadra nazionale prebellica, Milutin Ivković, collabora con il movimento di liberazione nazionale dopo l'occupazione della Jugoslavia nel 1941. A causa del suo legame con il movimento operaio e il partito comunista, viene arrestato e perseguitato più volte. Appare per l'ultima volta sul campo di calcio il 6 maggio 1943, su richiesta dei suoi amici, durante la celebrazione del 40º anniversario del BASK. Non molto tempo dopo, il 24 maggio 1943 alle 23:45, viene arrestato dalla Gestapo e imprigionato nel campo di Banjica. Viene giustiziato la mattina dopo a Jajinci per "attività comunista".
Il 20 ottobre 1944 Belgrado viene liberata; due mesi dopo, il BSK viene menzionato per la prima volta dalla stampa: è stata programmata una conferenza del club per il 21 dicembre per eleggere il nuovo comitato. I club di spicco di tutta la Jugoslavia considerati politicamente ed ideologicamente incompatibili con il nuovo regime comunista, vengono soppressi e rimodellati secondo i dettami dell'Unione Sovietica. Nel febbraio 1945, la lega giovanile antifascista inizia la creazione di nuove società. Il 5 maggio 1945, la segretaria allo sport del Partito Comunista Mitra Mitrović firma ufficialmente un decreto che scioglie tutte le squadre di calcio non conformi alle regole del regime. Etichettate come "collaboratrici dei borghesi", queste includono la maggior parte dei principali club prebellici che hanno continuato l'attività durante l'occupazione, ed il BSK è fra queste.

### Nasce il Metalac
Il comitato di iniziativa per l'istituzione del club si riunisce nel febbraio 1945 ed è composto da Božidar Jeremić dell'industria automobilistica Rakovica, Dušan Ćorković, segretario dell'amministrazione centrale del sindacato dei metalmeccanici, ex giocatori del BSK e membri della squadra nazionale Sava Marinković, Milorad Arsenijevic e molti altri. Il 25 marzo 1945 viene costituita la squadra del sindacato metalmeccanico FK Metalac e le vengono dati i locali del FK Jadran prebellico. Viene anche fondata la polisportiva Fiskulturno društvo Metalac ("Società di educazione fisica Metalac"), con le sue sette sezioni: calcio, wrestling, basket, pallamano, hockey, ciclismo e atletica leggera. Successivamente, il wrestling e l'hockey vengono aboliti e le sezioni di tennis e scacchi saranno aggiunte molto più tardi. Josip Broz Tito è dichiarato presidente onorario del club, dato che ha accettato l'invito tramite il suo rappresentante e ha consegnato un prezioso dono in denaro alla società a suo nome.
Il club mantiene i colori del BSK prebellico: combinazione di colori azzurro-blu scuro. Nello stesso anno in cui è fondato, il Metalac diviene campione di Belgrado (un torneo a 6 squadre), e nella partita decisiva pareggia con la Stella Rossa, che è bastato per il primo posto. Il Metalac partecipa regolarmente ai campionati del nuovo stato, che si giocano dalla stagione 1946-47.

### Cambio del nome in BSK
Dopo aver assorbito alcuni club più piccoli, come l'Električna centrala ed il FK Belgrado, nell'assemblea straordinaria del club del 22 luglio 1950 si prende la decisione di cambiare il nome del club, dato che è stata aperta una porta ai giovani, e non solo ai rappresentanti della professione metallurgica. Grazie a Vladimir Dedijer, il nome BSK viene ripristinato, ma molti sono scettici sul fatto che il governo avrebbe consentito che quel nome fosse usato di nuovo. Dedijer risponde che BSK è "un nome molto carino" e che non vede alcun problema, e così il nome BSK viene ripristinato. Il club somiglia a quello omonimo prebellico, ed il colore blu scuro-azzurro delle maglie non cambia e lo stemma è simile a quello precedente.
Con questo nome, il club vince la coppa nazionale nel 1953 e nel 1955, battendo in entrambe le occasioni l'Hajduk in finale, mentre nel campionato 1954-55 sono gli spalatini a sopravanzare il BSK di due punti. In quel periodo, la squadra giovanile diviene campione della Jugoslavia nel 1951. Stanoje Jocić è stato il capocannoniere del campionato 1952 e Predrag Marković lo è nel 1954-55. È interessante notare che la seconda squadra del BSK raggiunge gli ottavi di finale di coppa nel 1951, quando la prima squadra è stata eliminata al primo turno.
In quegli anni molti giocatori si distinguono e sono ricordati, come Dragiša Filipović, Aleksandar Panić, Sreten Davidović, Lazar Tasić, Zdravko Juričko, Vasilije Šijaković, Sava Antić, Predrag Marković, Petar Radenković, Tomislav Kaloperović, Stanoje Jocić e Živko Josić.

### Fusione col TSK Šumadija e cambio del nome in OFK Beograd
Nella seconda metà degli anni cinquanta il club attraversa una grave crisi finanziaria ed è sull'orlo del fallimento. Nel frattempo, i generali dell'esercito ed i membri dell'UDBA si scontrano sulla gestione del FK Partizan ed i generali hanno la meglio: i membri dell'UDBA, guidati da Srbo Savić, lasciano il club. Dopodiché rilevano un club di classe inferiore, il TSK Šumadija e poi si trasferiscono al BSK. Così BSK e TSK si fondono ed il nome proposto è "BSK Šumadija", cosa che non va a buon fine perché suona nazionalista. Alla fine, il nome scelto per il club è Omladinski fudbalski klub, abbreviato in OFK, come suggerito da Mišo Pavićević nel consiglio di amministrazione. L'assemblea di fondazione si tienee nella sala dell'università operaia "Braća Stamenković" il 26 novembre 1957. Il nome viene scelto anche in base al nuovo impinato di gioco, lo Stadio Omladinski: precedentemente il BSK non ne aveva uno proprio, bensì aveva prima utilizzato lo Stadio Stella Rossa, e successivamente lo Stadio JNA. I colori del club cambiano in blu e bianco.

### Gli anni d'oro

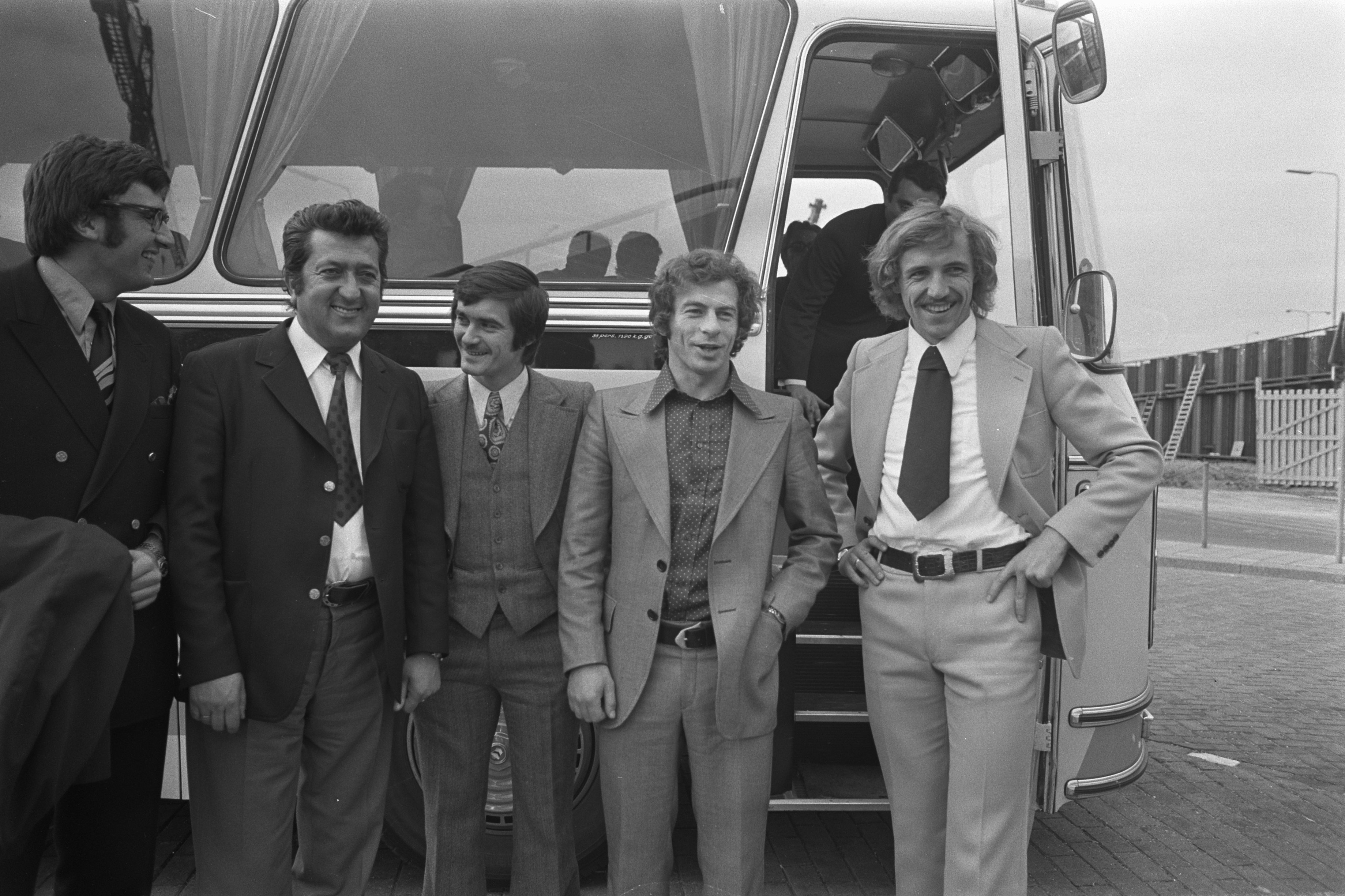
Slobodan Santrač, Ilija Petković e Dragoslav Stepanović prima della gara contro il a Rotterdam

Subito dopo il cambio del nome, l'OFK viene retrocesso in seconda serie nella stagione 1957-58. Nella stagione successiva torna in Prva liga e presto inizia il periodo di maggior successo del nuovo club, che dura dagli anni Sessanta fino alla metà degli anni Settanta. In quel periodo, i giocatori dell'OFK vengono soprannominati i "romantici" per via del loro gioco attraente. Nel 1962, battendo 4-1 in finale lo Spartak Subotica, vince la Coppa di Jugoslavia grazie alla doppietta di Sava Antić ed agli acuti di Srđan Čebinac e Spasoje Samardžić. Nella stagione successiva partecipa a due competizioni europee: la Coppa Intertoto (non ancora organizzata dalla UEFA) e la Coppa delle Coppe. Nell'Intertoto raggiunge i quarti di finale, mentre nella seconda arriva in semifinale dopo aver eliminato lo SC Chemie Halle, il Portadown ed il Napoli. Nelle semifinali incrocia il Tottenham guidato da Jimmy Greaves: l'OFK perde entrambe le gare, 1-2 ed 1-3, ma ottengono il riconoscimento degli avversari per la loro resistenza.
Nella stagione 1963-64 l'OFK si piazza secondo in campionato, 3 punti dietro alla Stella Rossa. Secondo molti, l'OFK è stato privato del titolo per non rompere la tradizione delle "velike četvorke" (le quattro grandi: Stella Rossa, Partizan, Dinamo Zagabria e Hajduk Spalato). Nella Coppa delle Fiere viene eliminato al primo turno dalla Juventus: due partite non sono bastate, nella "bella" di Trieste sono i bianconeri di Torino a prevalere. Nella stagione 1965-66 vince ancora la coppa nazionale, stavolta contro la Dinamo, col punteggio in finale di 6-2: tre doppiette del "trio S" Skoblar, Samardžić e Santrač. A detta di molti la Dinamo è superiore, ma ogni tiro dell'OFK è andato in rete.
Dopo quel successo vi è un breve periodo di pausa a causa della partenza di molti giocatori, periodo interrotto dall'arrivo di Miloš Milutinović e Dragoslav Šekularac, due assi del calcio jugoslavo, giunti a finire la carriera all'OFK. Negli anni in cui Milutinović e Šekularac formano un tandem, lo stadio Omladinski viene regolarmente riempito (nella gara contro il Partizan del 24 marzo 1968, viene registrato il record di 35mila presenze allo stadio). Santrač è il capocannoniere delle stagioni 1967-68, 1969-70, 1971-72 (quando vince la scarpa di bronzo europea con 33 gol) e 1972-73. In campionato segna 186 volte con la maglia dell'OFK, e un totale di 218 gol, il che lo rende il detentore del record per numero di reti nel campionato di Jugoslavia.
La prima metà degli anni '70 porta una nuova generazione di giocatori biancoazzurri, che include, fra gli altri, Ilija Petković, Dragoslav Stepanović, Petar Borota, Bogdan Turudija, più Slobodan Santrač e Stojan Vukašinović, rimasti della vecchia generazione. In campionato l'OFK viaggia nella parte alta della classifica e gioca in Coppa UEFA per 3 stagioni di seguito. Il massimo lo raggiunge nel 1972-73: prima supera il Dukla Praga, poi il Feyenoord (campione d'Europa due stagioni prima e che avrebbe vinto la Coppa UEFA nella stagione successiva), il Beroe, fino a venire eliminati nei quarti di finale dal Twente. Nel 1973 vince un torneo amichevole, il Trofeo Los Cármenes di Granada e, battendo in finale il Peñarol per 4-0. La coppa pesa 92 chilogrammi, a causa della difficoltà a portarla sull'aereo, devono smontarla e riassemblarla a Belgrado.

### Declino
Nella seconda metà degli anni '70 i risultati del club sono mediocri e, per la seconda volta nella sua storia, l'OFK retrocede in seconda divisione nella stagione 1978-79. Dopo alcuni saliscendi, retrocede ancora nel 1985-86 e rimane in Druga liga fino alla dissoluzione della Jugoslavia. Nonostante il periodo negativo, sforna ugualmente giocatori di talento come Zoran Lončar, Nebojša Vučićević e Gordan Petrić (quest'ultimo campione del mondo nel 1987 con la nazionale U-20). Nel 1991, grazie all'abbandono dei club croati e sloveni, torna nella massima serie, raggiunge le semifinali della coppa nazionale e si classifica al quarto posto (a guidarlo c'è la leggenda del club Ilija Petković), piazzamento che garantisce la qualificazione alla Coppa UEFA 1992-1993, cui però deve rinunciare a causa delle sanzioni imposte alla Jugoslavia.
Anche gli anni Novanta non portano un miglioramento significativo nei risultati dell'OFK. Nel frattempo, la prima divisione jugoslava viene organizzata in modo strano: in un primo tempo viene divisa in due gruppi interscambiabili fra loro ed in due fasi, autunnale e primaverile, mentre in due stagioni viene divisa in Prva liga "A" e Prva liga "B" (che sarebbe la seconda divisione). Questo sistema dura fino al 1998, quando viene ripristinato il girone unico. In questo periodo il miglior piazzamento dell'OFK è il quarto posto del 1994, ma senza qualificazione europea a causa, ancora, delle sanzioni.

### Ritorno ai vertici
Con un dirigente come Zvezdan Terzić (che successivamente diverrà presidente della Federcalcio serba), l'OFK torna nella massima divisione e rimane ai vertici per varie stagioni. Nel 2000-01 si piazza al quinto posto e Petar Divić è capocannoniere con 27 reti. Nel 2002-03 è terzo e guadagna un posto nella Coppa Intertoto (prima volta in Europa dopo 29 anni) dove viene eliminato al secondo turno dal Synot. Nella stagione successiva, 2003-04, si piazza quarto e nella Coppa Intertoto raggiunge le semifinali, eliminato dal Atlético Madrid. Nel 2004-05 è ancora quarto posto e l'OFK si qualifica alla Coppa UEFA, eliminato nei preliminari dal Lokomotiv Plovdiv. Raggiunge la finale della Coppa di Serbia/Montenegro 2005-06, dove viene sconfitto dalla Stella Rossa per 2-4 dopo i tempi supplementari. Questo porta la qualificazione alla Coppa UEFA, eliminato dal Auxerre: vittoria per 1-0 a Belgrado, mentre al ritorno è stato 1-2 fino all'82º minuto, prima di crollare nel finale (1-5). Nel 2007-08 raggiunge le semifinali della Coppa di Serbia, eliminato dallo Zemun. Nel 2009-10 è terzo in campionato e semifinalista in coppa, e nella stagione successiva esordisce in Europa League dove prima elimina la Tarpeda Žodzina e poi viene superato dal Galatasaray. Inoltre, i giovani dell'OFK sono campioni della Serbia nel 2008 e nel 2009.
Il club celebra il centenario nel 2011. Raggiunge le semifinali della coppa nazionale nel 2013 (riuscendo ad eliminare la Stella Rossa nei quarti di finale) e nel 2014. In questo periodo si distinguono molti giocatori: Petar Divić, Ognjen Koroman, Saša Stevanović, Miljan Mrdaković, Marko Baša, Đorđe Jokić, Duško Tošić, Branislav Ivanović, Aleksandar Kolarov e Radiša Ilić.

### Crisi finanziaria e retrocessione in terza serie
Nella prima giornata del campionato 2015-16, l'OFK ospita la Stella Rossa. Dopo aver chiuso il primo tempo sul 2-0, nella ripresa i biancoazzurri crollano (2-6 il risultato finale). Vi sono dubbi sulla regolarità della gara, si vocifera che lo stesso Zvezdan Terzić (ex OFK, ora alla Stella Rossa) sia entrato nello spogliatoio a redarguire i "romantici". La Procura superiore di Belgrado indaga sul caso, ma non vi sono prove di partita truccata. Comunque i rapporti fra i dirigenti del club sono deteriorati ed anche i tifosi si ribellano e boicottano le gare. Al termine della stagione l'OFK retrocede in seconda divisione dopo 19 anni, e nella stagione successiva va ancora peggio con un'ulteriore retrocessione: per la prima volta nella sua storia, il club si trova in terza serie, la Srpska liga Beograd. Molti vedono il motivo del drastico indebolimento dei risultati e della grave crisi finanziaria nello stesso Zvezdan Terzić, che era al club nel periodo 1997-2005 e 2012-2014.
Nel primo anno in terza divisione l'OFK si piazza al terzo posto e nella stagione successiva al quinto. Nel 2019, allo Stadio Čukarički, l'OFK conquista la Kup FS Beograda (la coppa della federazione di Belgrado) superando in finale il Radnički Belgrado (0-0 sul campo, 4-2 dopo i tiri di rigore).

## Divise
| Manica sinistra · Manica sinistra · Maglietta · Maglietta · Manica destra · Manica destra · Pantaloncini · Calzettoni |
| BSK 1911-45 |

| Manica sinistra · Maglietta · Maglietta · Manica destra · Pantaloncini · Calzettoni |
| Metalac BSK 1950-57                                                                 |

| Manica sinistra · Maglietta · Maglietta · Manica destra · Pantaloncini · Pantaloncini · Calzettoni · Calzettoni |
| OFK |

## Strutture

### Stadio

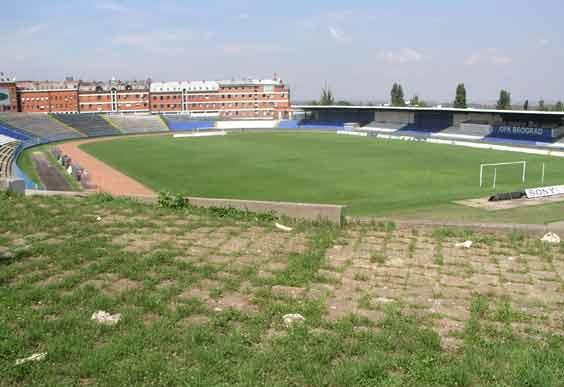
Stadio Omladinski

L'OFK disputa le gare interne allo Stadio Omladinski, un impianto da 19100 posti.
Nel periodo interbellico il BSK utilizza prima lo Stadion na Trkalištu ("Stadio dell'ippodromo"), un impianto da mille posti. Nel 1929 il club costruisce un nuovo stadio da 30mila posti, lo Stadion na Topčiderskom brdu ("Stadio sulla collina di Topčider").
Quando rinasce dopo la seconda guerra mondiale, prima come Metalac e poi come BSK, il club non ha un proprio stadio. All'inizio utilizza lo stadio della Stella Rossa, situato sul sito dove si trovava quello del SK Jugoslavija, un impianto in non buone condizioni, ed in più con l'affitto da pagare. Quando la Stella Rossa inizia la costruzione del suo nuovo stadio, il BSK trasloca allo Stadio Partizan.
Il club cambia il nome in OFK e si trasferisce nel nuovo Stadio Omladinski. Viene ufficialmente inaugurato il 10 agosto 1957 con una partita fra Radnički Belgrado e Spartak Subotica.
L'OFK vi disputa la sua prima gara il 24 agosto 1957 contro il Budućnost, partita che termina 3-1. Nel periodo successivo alla sua costruzione, lo stadio viene utilizzato anche da altri club di Belgrado: Partizan, Stella Rossa e Radnički.
Prima della ristrutturazione iniziata nel 2000, lo stadio ha una capienza di 28000 spettatori. Dopo di essa, la capienza di riduce a 19168 posti a sedere e le dimensioni del campo sono 105x68 metri.
Purtroppo vi è un peggioramento delle condizioni dello stadio, dovuto principalmente al fatto che si trova sul luogo di una frana, ed a causa dell'insicurezza di alcune parti dell'impianto, la capienza è ridotta a 5000 posti. A causa di ciò, dal 2015 questo stadio non è più idoneo per la Superliga e l'OFK si deve trasferire allo Stadio Miloš Obilić, motivo per cui i fan protestano e boicottano le partite.

## Allenatori
- Toni Szabó (1923–24)
- Adolf Engel (1927–29)
- Sándor Nemes (1930)
- Adolf Engel (1930–31)
- Nikola Simić (1931–32)
- Sándor Nemes (1932–34)
- Nikola Simić (1934)
- Josef Uridil (1935)
- Sándor Nemes (1935–39)
- István Mészáros (1939–40)
- Svetozar Popović (1941)
- Boško Ralić (1946–47)
- Ljubiša Broćić (1947–50)
- Milovan Ćirić (1951–53)
- Blagoje Marjanović (1953–56)
- Vojin Božović (1956–58)
- Vojin Božović (1959–60)
- Đorđe Vujadinović (1960–61)
- Milovan Ćirić (1961–63)
- Mile Kos &  Sava Antić (1963–64)
- Milovan Ćirić (1964–65)
- Dunja Milić (1965–66)
- Dunja Milić &  Miloš Milutinović (1966–67)
- Žarko Mihajlović (1967–69)
- Gojko Zec (1969–70)
- Božidar Drenovac (1970–1971)
- Boris Marović (1971–1973)
- Milutin Šoškić (1973–1976)
- Nikola Beogradac (1976–1978)
- Velimir Đorđević (1984–1988)
- Ilija Petković (1988–1989)
- Milan Živadinović (1990–1991)
- Ilija Petković (1991–1993)
- Blagomir Krivokuća (1993–1995)
- Božidar Milenković (1996–1997)
- Miodrag Ješić (1998–1999)
- Zlatko Krmpotić (1999–2000)
- Radmilo Ivančević (2000)
- Zvonko Varga (2000–2001)
- Stevica Kuzmanovski (2003–2004)
- Dragoljub Bekvalac (5 apr 2004 – 15 mag 2004)
- Branko Babić (30 giu 2004 – 30 sett 2005)
- Slobodan Krčmarević (23 ott 2005 – 24 dic 2006)
- Ratko Dostanić (25 dic 2006 – 31 mar 2007)
- Branislav Vukašinović (2 apr 2007 – 8 mar 2008)
- Ljupko Petrović (11 mar 2008 – 21 apr 2008)
- Mihailo Ivanović (21 apr 2008 – 17 apr 2009)
- Simo Krunić (13 apr 2009 – 30 giu 2009)
- Dejan Đurđević (1 lug 2009 – 27 dic 2011)
- Branko Babić (10 gen 2012 – 21 mag 2012)
- Stevica Kuzmanovski (29 mag 2012 – 16 sett 2012)
- Zoran Milinković (18 sett 2012 – 9 sett 2013)
- Zlatko Krmpotić (11 sett 2013 – 23 dic 2013)
- Milan Milanović (26 dic 2013 – 16 mar 2014)
- Zlatko Krmpotić (2014)
- Dejan Đurđević (2014–15)
- Vladimir Petrović (2015)
- Dragoljub Bekvalac (2015)
- Slavko Matić (2016)
- Ljubiša Stamenković (2016–17)
- Petar Divić (2017–18)
- Stevica Kuzmanovski (2019)
- Nikola Puača (2019–20)
- Marko Mićović (2020)
- Miodrag Andjelković (2020–2021)
- Goran Lazarević (2022)
- Stevica Kuzmanovski (2022)
- Nenad Grozdić (2022–)

## Calciatori
- Milorad Arsenijević
- Aleksandar Tirnanić
- Blagoje Marjanović
- Miodrag Jovanović
- Sava Antić
- Aleksandar Panić
- Petar Radenković
- Predrag Marković
- Tomislav Kaloperović
- Stanoje Jocić
- Vasilije Šijaković
- Josip Skoblar
- Spasoje Samardžić
- Dragan Gugleta
- Blagomir Krivokuća
- Sreten Banović
- Slobodan Santrač
- Miloš Milutinović
- Dragoslav Šekularac
- Ilija Petković
- Ninoslav Zec
- Petar Borota
- Bogdan Turudija
- Dragoslav Stepanović
- Božidar Milenković
- Nebojša Vučićević
- Zoran Lončar
- Saša Ćurčić
- Petar Divić
- Marko Baša
- Duško Tošić
- Aleksandar Kolarov
- Branislav Ivanović
- Radiša Ilić

## Palmarès

### Competizioni nazionali
- Campionati del Regno di Jugoslavia: 5

1930-1931, 1932-1933, 1934-1935, 1935-1936, 1938-1939
- Coppa di Jugoslavia: 5

1934, 1953, 1955, 1961-1962, 1965-1966
- 2. Savezna liga: 3

1958-1959 (girone est), 1979-1980 (girone est), 1984-1985 (girone est)
- Srpska Liga: 1

2022-2023
- Prva Liga Srbija: 1

2023-2024

### Competizioni giovanili
- Juniorsko prvenstvo Jugoslavije u nogometu: 1

1950-1951

### Altri piazzamenti
- Campionato jugoslavo:

Secondo posto: 1927, 1929, 1937-1938, 1939-1940, 1954-1955, 1963-1964
Terzo posto: 1928, 1936-1937, 1971-1972, 1972-1973
- 2. Savezna liga:

Secondo posto: 1983-1984 (girone est), 1986-1987 (girone est), 1987-1988 (girone est)
Terzo posto: 1990-1991
- Kup Maršala Tita:

Finalista: 1965-1966
Semifinalista:1985-1986, 1990-1991
- Campionato serbo:

Terzo posto: 2002-2003, 2009-2010, 2024-2025
- Coppa di Serbia:

Finalista: 2005-2006
Semifinalista: 2007-2008, 2009-2010, 2012-2013, 2013-2014
- Srpska Liga:

Terzo posto: 2017-2018 (girone Belgrado)
- Coppa delle Coppe:

Semifinalista: 1962-1963
- Coppa Intertoto UEFA:

Semifinalista: 2004
- Coppa dell'Europa Centrale:

Semifinalista: 1939, 1940

## Statistiche e record

### Statistiche nelle competizioni UEFA
Tabella aggiornata alla fine della stagione 2018-2019.
| Competizione                  | Partecipazioni | G  | V | N | P | RF | RS |
| ----------------------------- | -------------- | -- | - | - | - | -- | -- |
| Coppa delle Coppe             | 2              | 11 | 4 | 1 | 6 | 21 | 20 |
| Coppa UEFA/UEFA Europa League | 6              | 24 | 9 | 6 | 9 | 46 | 47 |
| Coppa delle Fiere             | 3              | 11 | 4 | 2 | 5 | 17 | 14 |
| Coppa Intertoto               | 3              | 12 | 6 | 2 | 4 | 23 | 17 |

## Stagioni passate
- 1927

## Rose

### Rosa 2015-2016
| N. |                                 | Ruolo | Calciatore            |
| -- | ------------------------------- | ----- | --------------------- |
| 1  | Serbia (bandiera)               | P     | Stefan Čupić          |
| 2  | Serbia (bandiera)               | A     | Filip Rajevac         |
| 4  | Serbia (bandiera)               | D     | Dragomir Vukobratović |
| 5  | Serbia (bandiera)               | D     | Danijel Stojković     |
| 6  | Serbia (bandiera)               | D     | Bogdan Planić         |
| 7  | Serbia (bandiera)               | C     | Aleksandar Ješić      |
| 8  | Serbia (bandiera)               | C     | Marko Gobeljić        |
| 9  | Serbia (bandiera)               | A     | Komnen Andrić         |
| 10 | Serbia (bandiera)               | C     | Marko Pavlovski       |
| 12 | Serbia (bandiera)               | P     | Đorđe Lazović         |
| 13 | Serbia (bandiera)               | C     | Zlatko Liščević       |
| 14 | Serbia (bandiera)               | A     | Marko Simić           |
| 15 | Argentina (bandiera)            | D     | Tomás Villoldo        |
| 16 | Serbia (bandiera)               | C     | Nikola Cuckić         |
| 17 | Serbia (bandiera)               | A     | Borko Duronjić        |
| 19 | Montenegro (bandiera)           | D     | Vuk Martinović        |
| 20 | Bosnia ed Erzegovina (bandiera) | C     | Dario Damjanović      |
| 21 | Serbia (bandiera)               | D     | Miloš Zlatković       |
| 22 | Serbia (bandiera)               | C     | Pavle Šljivančanin    |

| N. |                       | Ruolo | Calciatore             |
| -- | --------------------- | ----- | ---------------------- |
| 23 | Serbia (bandiera)     | D     | Andrija Mijailović     |
| 24 | Serbia (bandiera)     | A     | Ivan Tapušković        |
| 25 | Serbia (bandiera)     | D     | Aleksandar Radovanović |
| 27 | Serbia (bandiera)     | D     | Filip Matović          |
| 28 | Serbia (bandiera)     | C     | Aleksa Denković        |
| 29 | Australia (bandiera)  | P     | Tommy Arčaba           |
| 30 | Serbia (bandiera)     | C     | Damjan Gojkov          |
| 31 | Serbia (bandiera)     | C     | Luka Đokić             |
| 32 | Serbia (bandiera)     | C     | Marko Šiškov           |
| 33 | Serbia (bandiera)     | C     | Nemanja Belaković      |
| 34 | Montenegro (bandiera) | C     | Nemanja Vlahović       |
| 36 | Serbia (bandiera)     | C     | Marko Batinica         |
| 37 | Serbia (bandiera)     | C     | Stefan Janković        |
| 45 | Serbia (bandiera)     | P     | Vukašin Vraneš         |
| 55 | Serbia (bandiera)     | D     | Aranđel Stojković      |
| 66 | Slovenia (bandiera)   | D     | Emir Dautović          |
| 99 | Serbia (bandiera)     | A     | Petar Gigić            |
|    | Serbia (bandiera)     | C     | Saša Marković          |

### Rosa 2014-2015
| N. |                       | Ruolo | Calciatore           |
| -- | --------------------- | ----- | -------------------- |
| 1  | Serbia (bandiera)     | P     | Stefan Čupić         |
| 3  | Serbia (bandiera)     | D     | Nemanja Antonov      |
| 4  | Serbia (bandiera)     | C     | Saša Zdjelar         |
| 5  | Serbia (bandiera)     | D     | Milan Savić          |
| 6  | Serbia (bandiera)     | D     | Bogdan Planić        |
| 7  | Serbia (bandiera)     | C     | Aleksandar Ješić     |
| 8  | Serbia (bandiera)     | C     | Aleksandar Paločević |
| 9  | Montenegro (bandiera) | C     | Marko Janković       |
| 10 | Serbia (bandiera)     | C     | Dejan Dražić         |
| 11 | Serbia (bandiera)     | C     | Miloš Antić          |
| 12 | Serbia (bandiera)     | P     | Ognjen Čančarević    |
| 13 | Svizzera (bandiera)   | D     | Stefan Čolović       |
| 14 | Serbia (bandiera)     | A     | Luka Belić           |
| 15 | Slovenia (bandiera)   | D     | Emir Dautović        |
| 16 | Serbia (bandiera)     | D     | Nikola Aksentijević  |
| 17 | Serbia (bandiera)     | A     | Borko Duronjić       |

| N. |                               | Ruolo | Calciatore        |
| -- | ----------------------------- | ----- | ----------------- |
| 18 | Serbia (bandiera)             | A     | Mladen Sarajlin   |
| 19 | Montenegro (bandiera)         | A     | Dejan Zarubica    |
| 20 | Serbia (bandiera)             | C     | Milan Gajić       |
| 22 | Serbia (bandiera)             | A     | Ivica Jovanović   |
| 23 | Macedonia del Nord (bandiera) | C     | Darko Micevski    |
| 24 | Serbia (bandiera)             | D     | Miloš Zlatković   |
| 25 | Serbia (bandiera)             | P     | Miloš Ostojić     |
| 26 | Serbia (bandiera)             | C     | Zlatko Liščević   |
| 27 | Serbia (bandiera)             | D     | Filip Matović     |
| 28 | Serbia (bandiera)             | C     | Nikola Cuckić     |
| 32 | Serbia (bandiera)             | C     | Mihajlo Cakić     |
| 33 | Serbia (bandiera)             | C     | Nemanja Belaković |
| 36 | Serbia (bandiera)             | A     | Komnen Andrić     |
| 37 | Serbia (bandiera)             | C     | Stefan Janković   |
| 45 | Serbia (bandiera)             | P     | Vukašin Vraneš    |

### Rosa 2012-2013
| N. |                                 | Ruolo | Calciatore           |
| -- | ------------------------------- | ----- | -------------------- |
| 1  | Serbia (bandiera)               | P     | Milan Lukač          |
| 2  | Serbia (bandiera)               | D     | Marko Petković       |
| 3  | Bosnia ed Erzegovina (bandiera) | C     | Edin Rustemović      |
| 4  | Serbia (bandiera)               | C     | Danijel Gašić        |
| 5  | Montenegro (bandiera)           | D     | Vladan Adžić         |
| 6  | Serbia (bandiera)               | D     | Nikola Vasiljević    |
| 7  | Montenegro (bandiera)           | A     | Dragan Bogavac       |
| 8  | Serbia (bandiera)               | C     | Veseljko Trivunović  |
| 9  | Serbia (bandiera)               | A     | Nemanja Milić        |
| 10 | Serbia (bandiera)               | C     | Marko Pavlovski      |
| 11 | Serbia (bandiera)               | C     | Aleksandar Čavrić    |
| 13 | Serbia (bandiera)               | C     | Aleksandar Paločević |
| 14 | Ecuador (bandiera)              | A     | Augusto Batioja      |

| N. |                       | Ruolo | Calciatore         |
| -- | --------------------- | ----- | ------------------ |
| 15 | Serbia (bandiera)     | D     | Petar Golubović    |
| 16 | Serbia (bandiera)     | A     | Ivica Jovanović    |
| 17 | Serbia (bandiera)     | C     | Predrag Pavlović   |
| 18 | Montenegro (bandiera) | C     | Petar Grbić        |
| 19 | Serbia (bandiera)     | A     | Vladimir Tufegdžić |
| 20 | Montenegro (bandiera) | C     | Nemanja Nikolić    |
| 23 | Serbia (bandiera)     | A     | Aleksandar Jesić   |
| 24 | Serbia (bandiera)     | C     | Miloš Mijić        |
| 25 | Serbia (bandiera)     | C     | Stefan Čupić       |
| 27 | Serbia (bandiera)     | D     | Saša Zdjelar       |
| 28 | Montenegro (bandiera) | A     | Igor Ivanović      |
| 29 | Serbia (bandiera)     | A     | Miljan Škrbić      |
| 31 | Serbia (bandiera)     | D     | Dušan Punoševac    |